# Зубарев, Николай Гордеевич
Николай Гордеевич Зу́барев (1903—1954) — советский конструктор тракторов и военных тягачей. Действительный член Академии артиллерийских наук (14.04.1947), профессор (1948), лауреат Сталинских премий (1950, 1952).

## Биография
Родился 5 (18 декабря) 1903 года на станции Дружковка (ныне город, Константиновский район, Донецкая область, Украина).
В 1915 году окончил земскую школу, а в 1919 году — городское училище в Дружковке. С июня 1920 года работал техником Торецкого металлургического завода в Дружковке и одновременно поступил в техническое училище (вечернее) при заводе, которое окончил в 1922 года С августа 1922 года — студент механического факультета Харьковского технологического института. После окончания второго курса в октябре 1924 года перешел на вечернее отделение института и поступил на работу в качестве техника на Харьковский паровозостроительный завод имени Коминтерна. В августе 1928 года перешел на работу в конструкторское бюро по тракторостроению завода имени Коминтерна в качестве конструктора. После окончания института (март 1930 года) назначен старшим конструктором, а в феврале 1932 года — главным конструктором завода № 183 (бывший завод имени Коминтерна) по тракторостроению. Одновременно с 1933 года вел педагогическую деятельность в Харьковском политехническом институте. С октября 1941 года — заместитель главного конструктора завода № 183 в г. Нижний Тагил Свердловской области. С февраля 1943 года — главный инженер Харьковского территориального управления по ремонту танков наркомата танковой промышленности в Харькове. С марта 1943 года — главный инженер Сталинградского территориального управления по ремонту танков наркомата танковой промышленности в Сталинграде. С июля 1943 года — начальник конструкторского отдела наркомата танковой промышленности в Москве. С января 1944 года — главный конструктор, а с октября 1944 года — заместитель главного конструктора завода № 75 наркомата танковой промышленности в Харькове. С июля 1946 года — главный конструктор Харьковского тракторного завода имени С. Орджоникидзе и одновременно в марте 1945 года — июне 1952 года — профессор автотракторного факультета Харьковского политехнического института. С июня 1952 года — начальник Технического управления и член коллегии Министерства автомобильной и тракторной промышленности СССР. С марта 1953 года — по состоянию здоровья на пенсии.
Крупный специалист в области проектирования и производства тракторной техники и танков. При непосредственном участии и под его руководством созданы тракторы «Коммунар 3-90», универсальный колесный трактор «ХТЗ-7», дизельный трактор «ДТ-54», быстроходный трактор «ХТЗ-5», электротрактор «ХТЗ-12», быстроходные тягачи «Коминтерн», «Ворошиловец», «АТ-42», «АТ-45», «АТ-К», роторный экскаватор. Разработал проект фрезканавной машины для осушения болот.
Умер 6 января 1954 года. Похоронен в Москве, на Введенском кладбище (участок № 11).
Старший брат Героя Советского Союза Александра Зубарева.
Отец Тараса Николаевича Зубарева (1927 г.р.), советского физика-ядерщика, сотрудника И. В. Курчатова, лауреата Ленинской премии (1960).

## Награды и премии
- Сталинская премия второй степени (1950) — за разработку конструкции и промышленное освоение с/х дизельного трактора ДТ-54.
- Сталинская премия третьей степени (1952) — за создание универсального садово-огородного трактора (ХТЗ-7).
- Два ордена Трудового Красного Знамени (1941, 1948).
- Почётная грамота ЦИК СССР
- Медаль «За доблестный труд в Великой Отечественной войне 1941—1945 гг.»

## Труды
- Трактор «Коммунар»: Уч. пособие. М.: Воениздат, 1941. 372 с.;
- Трактор ДТ-54. Руководство по эксплуатации. М.: Машгиз, 1952.192 с.;
- К анализу ходовых систем гусеничных артиллерийских тягачей // Труды Академии артиллерийских наук. 1952. Том III. С. 3-55.